# Triade Capitolina dell'Inviolata
La Triade Capitolina dell'Inviolata è un gruppo scultoreo in marmo lunense ritraente la triade divina romana composta da Giove, Giunone e Minerva.
L'opera, pressoché intatta, si ritiene essere una riproduzione in scala delle sculture originali del tempio di Giove Ottimo Massimo sul Campidoglio e risulta essere l'unica scultura ritraente la Triade Capitolina sopravvissuta.

## Storia
La statua fu ritrovata nel criptoportico di una villa romana del parco naturale-archeologico dell'Inviolata, da cui prese il nome, nel 1992 durante uno scavo clandestino. I tombaroli vendettero il pezzo ad un antiquario svizzero, intenzionato a rivenderlo ad un collezionista straniero, ma esso fu ritrovato due anni dopo dai carabinieri del Comando per la tutela del patrimonio culturale e recuperato presso il passo dello Stelvio nell'ambito dell'"Operazione Giunone". I militari erano infatti entrati in possesso di un frammento della statua, una parte dell'avambraccio destro di Giunone, spezzato probabilmente durante gli scavi, che ne testimoniava la provenienza dall'Italia.
Inizialmente collocata presso il Museo archeologico nazionale di Palestrina, la statua è stata poi restituita nel 2012 al comune di Guidonia Montecelio ed esposta presso il Museo civico archeologico Rodolfo Lanciani.

## Descrizione

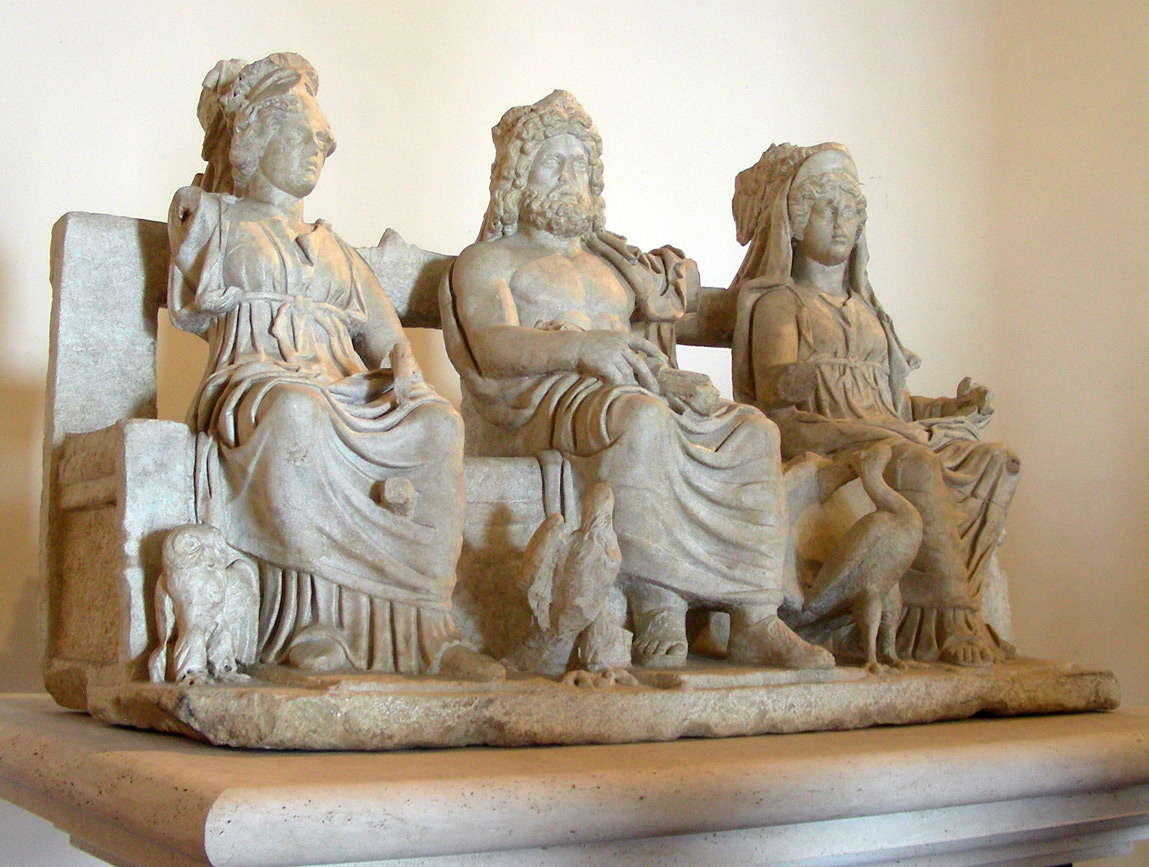
La triade all'epoca dell'allestimento presso il Museo archeologico nazionale di Palestrina

Il gruppo scultoreo rappresenta la Triade Capitolina, ossia le tre divinità protettrici della Roma pagana, assise su un trono comune cerimoniale. Le divinità sono ritratte con i loro attributi: l'aquila ai piedi di Giove, che al centro della scultura stringeva in una mano lo scettro e nell'altra la folgore, alla sua sinistra Giunone velata, ai cui piedi è rappresentato un pavone, e alla sua destra Minerva e la sua civetta.
Sia Minerva che Giunone hanno perso le braccia che nel primo caso reggevano un'asta e probabilmente reggevano l'elmo corinzio sul capo della dea, mentre nel secondo caso stringevano probabilmente una patera e uno scettro.. Sono perdute anche le statue delle piccole Vittorie che porgevano una corona trionfale sul capo delle divinità, di cui restano le parti inferiori.

## Nella cultura di massa
Nel racconto Gli Dei dell'Impero dello scrittore e archeologo italiano Valerio Massimo Manfredi viene raccontato il ritrovamento e trafugamento del gruppo marmoreo, sventato dal colonnello Aurelio Reggiani.